# Laborpraxis
Laborpraxis ist ein Fachmedium für Labor und Analytik. Zielgruppen sind Laborleiter und verantwortliche Mitarbeiter in chemischen, physikalischen, analytischen und biotechnischen Labors in Industrie, Wissenschaft und Forschung.

## Printausgabe
Laborpraxis erscheint mit einer Druckauflage von 17.000 Exemplaren (Verlagsangabe, 2021) bei der Vogel Communications Group GmbH & Co. KG und richtet sich an Mitarbeiter und Entscheider in chemischen, physikalischen, analytischen und biotechnologischen Labors. Die Erstausgabe erschien 1976. Inhaltliche Schwerpunkte sind aktuelle Entwicklungen und Produkte in der instrumentellen Analytik, Lebensmittel-, Wasser-/Umwelt- und Bioanalytik. Daneben werden auch aktuelle Themen wie Big Data, nachhaltige Analytik oder Labordiagnostik behandelt, sowie auf Labore zugeschnittene Managementbeiträge. Zu verschiedenen Messen wie etwa der Analytica, der Achema oder der Labvolution veröffentlicht Laborpraxis Sonderobjekte, darunter auch offizielle Messezeitungen. Im Jahr 2017 veröffentlichte Laborpraxis erstmals mit der LAB Worldwide eine englischsprachige Ausgabe mit der korrespondierenden Webseite www.lab-worldwide.com. Die LAB Worldwide-Printausgabe erscheint vier Mal im Jahr.
Laborpraxis China ist die chinesische Ausgabe des Fachmagazins mit eigenständiger Redaktion in Peking.
Laborpraxis führt zweimal im Jahr den HPLC Praxistag durch, ein Anwendertreffen für die Hochleistungsflüssigkeitschromatographie und einmal im Jahr den Praxistag Laborsicherheit.

## Onlineauftritt
Das Onlineportal von Laborpraxis wird von einer eigenständigen Online-Redaktion betreut. Neben Neuigkeiten und Produktinformationen steht die Verbreitung von Fachinformationen über Whitepaper und Webinare im Vordergrund.